# Fraxinus profunda
Fraxinus profunda là một loài thuộc chi fraxinus bản địa từ Đông Bắc Mỹ, chủ yếu ở Hoa Kỳ, với sự phân bố rải rác trên các đồng bằng ven biển Đại Tây Dương và các thung lũng sông đất thấp nội địa từ miền nam Maryland Tây bắc Indiana, đông nam đến bắc Florida, và tây nam đến đông nam Missouri cho Louisiana, và cũng tại địa phương ở cực nam của Canada ở quận Essex, Ontario.